# Peristeri
Peristeri (in greco Περιστέρι?, che significa "piccione"), è un comune della Grecia situato nella periferia dell'Attica (unità periferica di Atene Occidentale) con 133 630 abitanti secondo i dati del censimento 2021.
Dista circa 5 km a nord-ovest dal centro dell'area. Il comune è confinante con il fiume Cephissus, con l'autostrada nazionale Athinon (GR-8), con Chaidari ad ovest e Petroupoli a nord-ovest.
L'area è grande circa 10 km². Peristeri include metà della parte nord dell'Area Industriale di Atene.
Le sue strade principali sono la Ethnikis Antistaseos e la P.Tsaldari. La municipalità è servita da tre stazioni della metropolitana di Atene (linea 2): Aghios Antonios, aperta nel 2004, Peristeri e Anthoupoli, aperte nel 2013.
A Peristeri gioca la squadra di calcio Atromitos, che milita in Prima divisione, mentre per la pallacanestro, il Peristeri BC Atene, che milita nel massimo campionato greco, gioca le sue partite interne al Peristeri Indoor Hall.
La città ha anche una forte minoranza Assira immigrata dall'Iraq e dalla Turchia negli anni passati.

## Luoghi di interesse
- Cattedrale e le chiese di Peristeri
- Biblioteca comunale di Peristeri
- Arena di Peristeri
- Parco comunale di Peristeri

## Amministrazione

### Gemellaggi
- Ruse[2]